# Arthur Dove
Arthur Dove   (Canandaigua, 2 d'agost de 1880 - Huntington, 23 de novembre de 1946) va ser un pintor nord-americà. Pioner de l'Art abstracte, va exposar obres no figuratives cap al 1911.

## Biografia
Dove va néixer en una família benestant. Els seus pares, William George i Anna Elizabeth, eren d'origen anglès. El pare era un empresari políticament actiu i d'èxit que posseïa la seva pròpia fàbrica de maons i tenia propietats a la ciutat.
Quan era un nen, Arthur Dove es va interessar pel piano, va prendre classes de pintura i va jugar a beisbol a l'institut. El veí, aficionat a la pintura, va introduir el noi en la de paisatges i natura.
Dove va estudiar a la Universitat de Cornell, on es va fer un nom amb il·lustracions hàbils per a l'anuari de la universitat. Després de graduar-se, va començar a treballar com a il·lustrador comercial a la ciutat de Nova York. El 1907, Dove i la seva primera esposa es van traslladar a París, on es va unir a un grup d'artistes nord-americans experimentals. L'artista incipient s'ocupava de nous estils de pintura i es va inspirar principalment en Fauvisme i Henri Matisse. El 1908 i el 1909 exposà la seva obra a la Société du Salon d'Automne. Amb la clara consciència de treballar com a artista en el futur, va tornar a Nova York. Insatisfet amb la seva feina com a artista comercial, es va traslladar de Nova York al camp per treballar de pagès i pescador i dedicar-se a la pintura.
El 1909 va conèixer Alfred Stieglitz, amb qui es va fer amic i el va convidar a exposar a la seva novel·la Galeria 291. El 1910 Dove va mostrar les seves obres a l'exposició col·lectiva "Young American Painters" a la galeria de Stieglitz. El 1912 va seguir la primera exposició individual de Dove a Stieglitz. Alfred Stieglitz va tenir certa influència en la identitat de Dove com a artista. Tots dos compartien la convicció que l'art no s'hauria de basar en el materialisme i les tradicions, sinó que hauria d'encarnar els valors espirituals moderns. Stieglitz, que ja coneixia les abstraccions de Kandinsky, va aconseguir que Dove experimentés també amb formes abstractes. A l'exposició de 1912, Dove va mostrar la primera pintura no representativa d'un artista nord-americà amb una sèrie d'obres pastel titulades «Deu manaments». Dove aviat es va convertir en el principal pintor d'un nou art progressista americà. Del 1912 al 1946 Dove va mostrar treballs regularment a les galeries "291", "Intimate Gallery" i "An American Place" de Stieglitz.

## Col·leccions permanents

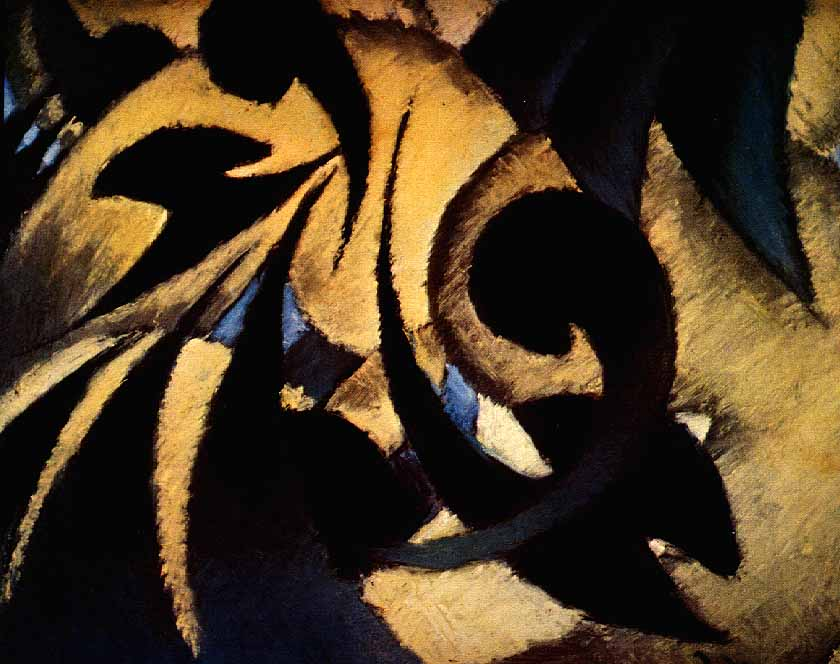
Arthur Dove, Nature Symbolized No.2, 45,8 × 55 cm, vers 1911, pastel, Institut d'Art de Chicago, que va estar a París entre 1907 i 1909, exposant amb animals salvatges.

- The Phillips Collection, Washington:[1]
  - Cascada, 1925.
  - Tempesta d'Or, 1925.
  - Sand Barge, 1930.
  - Descongelació de neu, 1930.
  - Graner del costat, 1934.
  - Tarda del llac, 1935.
  - Morning Su, 1935.
  - Jo i la Lluna, 1937.
  - Barn i Haystack, 1938.
  - Molí fariner II, 1938.
  - Vermell, blanc i verd, 1940.
  - Pozzuoli Red, 1941.
  - R 25-A, 1942.
  - Pluja o neu, 1943.
  - Vol, 1943.
  - Indian One, 1943.
  - Música primitiva, 1944.
- Metropolitan Museum of Art, Nova York:
  - Nature Symbolized, vers 1911-1912, carbó vegetal.[2]
  - Retrat de Ralph Dusenberry, 1924.
  - Retrat d'Alfred Stieglitz el 1925.
- Art Institute of Chicago, Chicago:[3]
  - Nature Symbolized n ° 2, vers 1911, pastel sobre paper sobre taulers durs.
- Columbus Museum of Art, Columbus (Ohio):
  - Moviment núm. 1, 1911, pastel sobre tela.[4]
  - Thunderstom, 1921.[5]
- Washington National Gallery, Washington:[6]
  - No 4 Creek, vers 1923, carbó vegetal.
  - Rain, 1924, branquetes i cola de goma sobre metall i vidre.
- Museu Thyssen-Bornemisza, Madrid:
  - Orange Grove a Califòrnia per Irving Berlín, 1927.
  - Mirlo, 1942.
  - EUA, 1940.
- Centre de Belles Arts de Colorado Springs, Colorado Springs:
  - Foghorns, 1929.
- Butler Institute of American Art, Youngstown (Ohio):
  - Gel i núvols, 1931.